# Cletus Andersson
Erik Cletus Thule Andersson (ur. 4 marca 1893 w Sztokholmie, zm. 12 lipca 1971 tamże) – szwedzki piłkarz wodny, który brał udział w igrzyskach olimpijskich w 1924 w Paryżu.
W 1924 był zawodnikiem szwedzkiej drużyny, która zajęła czwarte miejsce w turnieju piłki wodnej. Andersson zagrał we wszystkich czterech meczach i zdobył cztery bramki. W 1926  w Budapeszcie zdobył srebrny medal mistrzostw Europy.
Jego starszy brat Vilhelm Andersson był dwukrotnym medalistą olimpijskim w piłce wodnej. 